# Daihatsu Hi-Line
Daihatsu Hi-Line/F series (яп. ダイハツ・ハイライン/Fシリーズ) — серия малотоннажных грузовых автомобилей, выпускавшихся с 1960 по 1972 год японской компанией Daihatsu.

## Описание
Daihatsu F дебютировал в 1960 году в двух модификациях: 1,75-тонная F175 с двигателем мощностью 50 кВт (67,1 л. с.) или же 1,5-литровым двигателем FA, который также применялся в Daihatsu V200, и 1,5-тонная D150 с дизельным двигателем мощностью 29,4 кВт (39,5 л. с.).
В 1962 году в модельный ряд был добавлен 1-тонный грузовой автомобиль «Hi-Line». Автомобиль выпускался в модификациях F100 (с короткой колёсной базой) и F108 (с длинной колёсной базой). Во всех модификациях применялся тот же двигатель, что и в F175. Трёхдверный фургон на базе F100, получивший название «F100V», дебютировал в 1963 году. В том же году был представлен 2-тонный грузовой автомобиль, получивший название «F200», с 1,9-литровым бензиновым двигателем FB мощностью 62,5 кВт (83,8 л. с.), однако в 1964 году он был снят с производства.
Во время летних Олимпийских игр 1964 Hi-Line сопровождал две модели Daihatsu Compagno Berlina на протяжении 18000 км от олимпийского огня в Олимпии, Греция, до Токио, Япония.
В 1965 году автомобили Daihatsu Hi-Line прошли фейслифтинг: одинарные фары были заменены двойными круглыми. В том же году все модели, кроме F100/108, были сняты с производства. В октябре 1968 года автомобили прошли второй фейслифтинг: двойные круглые фары были заменены одиночными прямоугольными, а грузоподъёмность была увеличена до 1,25 тонны.
В ноябре 1967 года компания Toyota заключила бизнес-альянс с Daihatsu. В рамках соглашения альянса серия F была снята с производства в 1972 году. Преемниками стали пикапы Toyota Hilux.
С 1986 по 2007 год индексом «Hiline» обозначались варианты Daihatsu Taft с дизельными двигателями и компоновкой 2WD для индонезийского рынка. Несмотря на то, что автомобили также имели кодовое обозначение F (F69), они не имели никакого отношения к грузовым автомобилям серии Hi-line/F.